# David Gill (Fußballfunktionär)

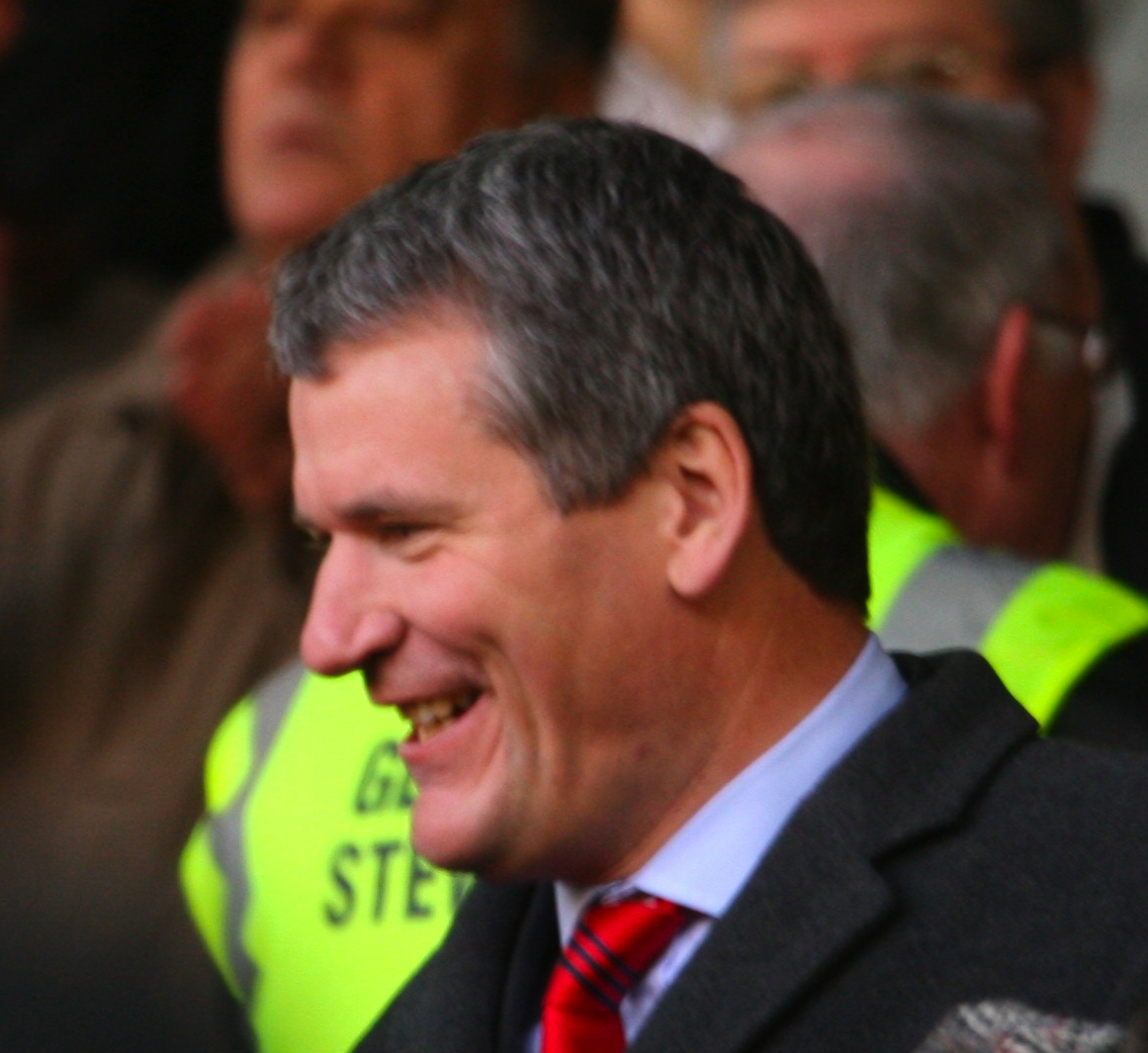
David Gill (2006)

David Alan Gill CBE (* 5. August 1957 in Reading, Berkshire) ist ein englischer Fußballfunktionär. Von 2003 bis 2013 war er Vorstandsvorsitzender von Manchester United. Seit 2012 ist er Vizepräsident des englischen Fußballverbands und seit 2013 Mitglied im UEFA-Exekutivkomitee. Ab 2015 war er zudem Mitglied im FIFA-Exekutivkomitee.
Internationale Bekanntheit erlangte er, als er im Vorfeld des 66. FIFA-Kongresses am 27. Mai 2015 erklärte, bei einer Wiederwahl Sepp Blatters sein Amt als Mitglied im FIFA-Exekutivkomitee niederzulegen.